# Канюхи
Канюхи (біл. Канюхі) — селище в складі Берестовицького району Гродненської області, Білорусь. Село є центром Канюхівської сільської рада, розташоване у західній частині області.